# (68216) 2001 CV26
(68216) 2001 CV26 est un astéroïde Apollon et aréocroiseur, classé comme potentiellement dangereux. Il fut découvert par LINEAR à Socorro le 1er février 2001.